# Рудник, Давид Яковлевич
Давид Яковлевич Рудник (1911—1991) — советский пермский архитектор.

## Биография
Д. Я. Рудник родился в 1911 г. в семье владельца обувной лавки на Большой Ямской улице (ныне — улица Пушкина). В 1929 году окончил Пермское художественно-промышленное училище, проектировал жилые здания, клубы, больницы, поселки нефтяников. С 1934 г. участвовал в проектировании Камской ГЭС.
В 1937 г. Д. Я. Рудник стал членом Союза архитекторов СССР, чему способствовало то, что по его проекту был построен клуб в Гайве (микрорайон Перми). В период 1936—1941 гг. он обучался в Казанском архитектурном институте, сдал выпускные экзамены, но диплом защитить не успел, поскольку началась Великая Отечественная война. Он вначале учился в Перми на курсах лыжников-десантников, затем его отправили в Ярославское артиллерийское  училище обучаться на инженера сухопутных войск. Во период учёбы Рудник написал учебник для обучения офицеров инженерных войск. Этот учебник был известен и после окончания войны. В дальнейшем Рудника Д. Я. отправили на Северный фронт. Он служил военным инженером, организовывал паромные и мостовые переправы. По окончании Великой Отечественной войны был отправлен на Дальний Восток. Он был демобилизован только в 1946 г. и вернулся в Пермь.
В Перми Д. Я. Рудник был одним из создателей и организаторов проектного института Пермгорпроект (ныне Пермгражданпроект). В этой организации он работал вначале руководителем архитектурной мастерской, в дальнейшем стал главным архитектором института. С конца 1960-х годов Д. Я. Рудник перешёл работать главным архитектором проектного института Гипровостокнефть (ныне — ПермНИПИнефть), с начала 1970-х годов стал руководителем Пермской группы государственного проектного института ГипроВУЗа. В 1973 г. Д. Я. Рудник вышел на пенсию. Д. Я. Рудник скончался 27 ноября 1991 г., был похоронен на Северном кладбище Перми.

## Известные работы

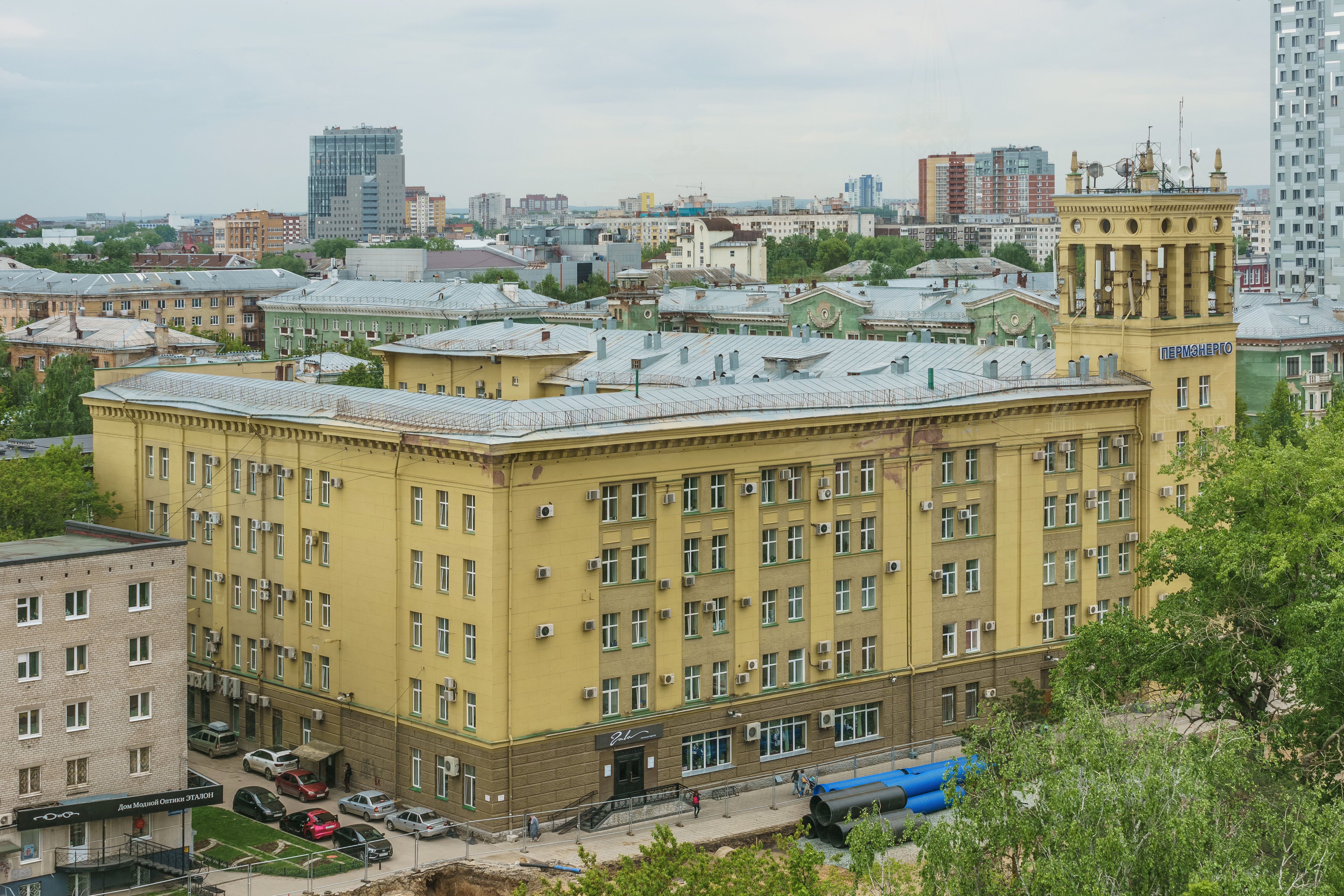
Здание «Пермэнерго», спроектированное Д. Я. Рудником совместно с О. Г. Кедреновским

- Участие в разработке проектов жилых массивов в Балатово, на Гайве, Данилихе, Нижней Курье, в микрорайонах Январский, Нагорный и др.
- Проект застройки улицы Мира
- Проект Центрального рынка.
- Проект реконструкции Комсомольского проспекта: Дом учёных, здание Пермэнерго, кинотеатр «Кристалл» (снесён, вместо него построено другое здание кинотеатра).
- Проект Дома учёных (1954).
- Проект реконструкции Спасо-Преображенского монастыря